# Then Play On
Then Play On é o terceiro álbum de estúdio da banda anglo-americana de rock Fleetwood Mac, lançado em setembro de 1969. É o último trabalho da fase inicial, marcada pela participação do músico Peter Green e o primeiro com Danny Kirwan. Jeremy Spencer, por sua vez, não participa no projeto. Christine McVie, então esposa do baixista John McVie e futura integrante da banda, toca piano em algumas faixas.

## Faixas
1. "Coming Your Way" (Kirwan) - 3:47
2. "Closing My Eyes" (Green) - 4:50
3. "Showbiz Blues" (Green) - 3:50
4. "My Dream" (Kirwan) - 3:30
5. "Underway" (Green) - 2:51
6. "Oh Well" (Green) - 8:56
7. "Although the Sun Is Shining" (Kirwan) - 2:31
8. "Rattlesnake Shake" (Green) - 3:32
9. "Searching for Madge" (McVie) - 6:56
10. "Fighting for Madge" (Fleetwood) - 2:45
11. "When You Say" (Kirwan) - 4:22
12. "Like Crying Like Dying" (Kirwan) - 2:21
13. "Before the Beginning" (Green) - 3:28